# 頴娃久音
頴娃 久音（えい ひさぶえ）は、安土桃山時代の武将。島津氏の家臣。頴娃氏8代当主。
頴娃氏は肝付氏の庶流。肝付氏11代・肝付兼元の子・兼政が頴娃を名乗ったことから始まる。
天正11年（1583年）、頴娃久虎の嫡男として誕生する。天正15年（1587年）、久音が5歳のときに父が死去した。父・久虎は、久音が生まれる前に伊集院忠棟の子・千寿丸（詳細不明）を自らの養子とする約束をしていたが、久音が生まれたため反故にしており、忠棟がこれを主君・島津義久に讒訴したことから、久虎の死後に頴娃（現・鹿児島県南九州市）・指宿・山川（以上、現・鹿児島県指宿市）の三箇所が召し上げられた。
天正16年（1588年）、久音には新恩地として谷山（現・鹿児島市）のうち30町が与えられ、文禄2年（1593年）には伊集院のうち西俣（現在の鹿児島市西俣町）の地が与えられた。
慶長2年（1597年）、慶長の役に従軍し渡鮮していた折、島津義弘より無事に帰国を果たした際は本領である頴娃を返還する旨を約束されていたが、翌年に朝鮮にて病死した。享年16。
名跡は島津義虎の五男・忠富（後に頴娃久秀、更に入来院重高）が継いだ。